# Phenomden

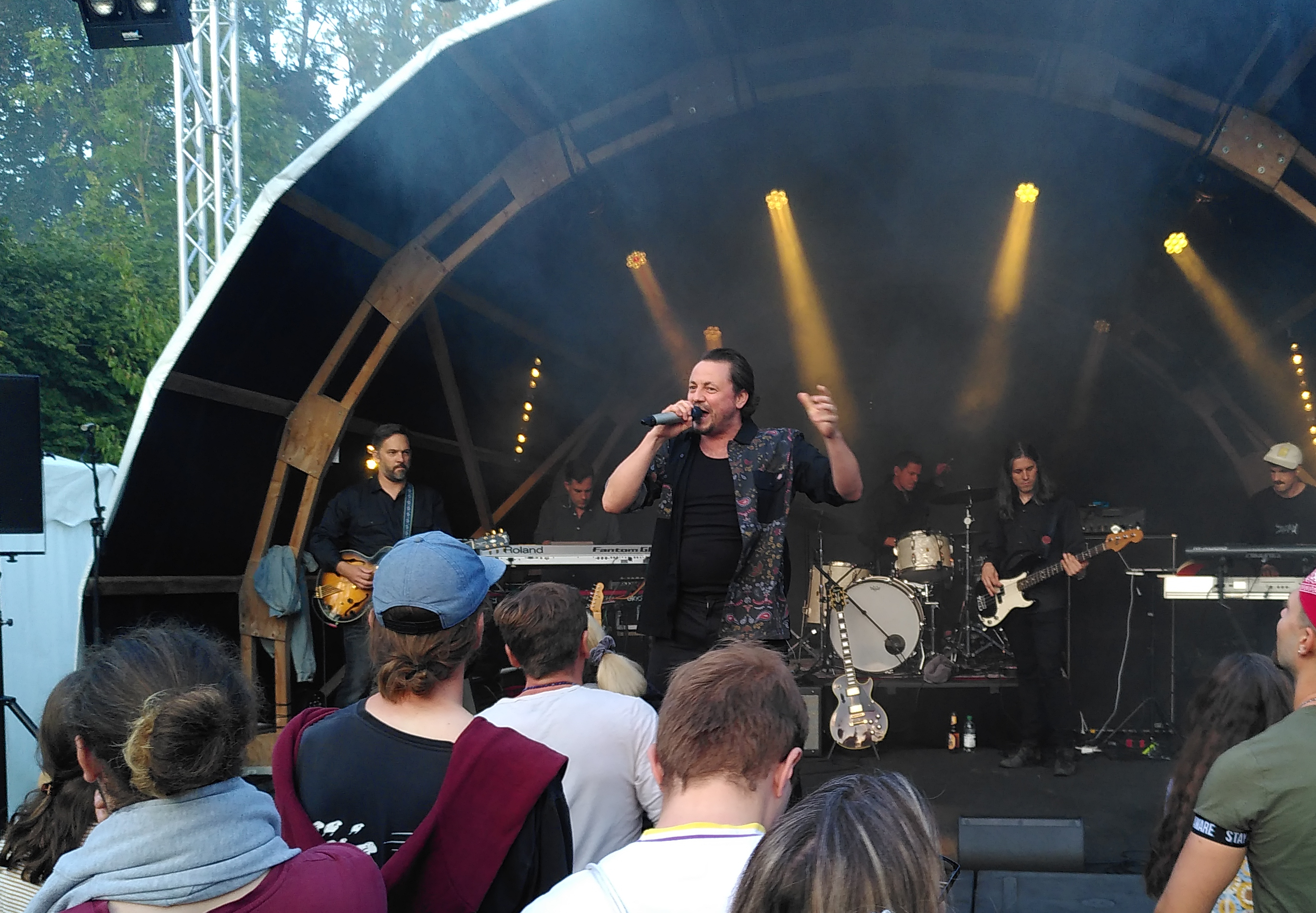
Phenomden mit The Scrucialists (2022)

Phenomden (* 18. Juli 1980 in Adliswil; bürgerlicher Name Dennis Furrer) ist ein Schweizer Mundart-Reggaekünstler aus Zürich-Wiedikon.

## Biografie
Seine Karriere begann er live und im Studio als Sänger der Band Hillside Possee. 2004 gab er seine erste Solosingle Cha nüt defür heraus und ein Jahr später sein Debütalbum Fang ah unter Mitarbeit von Musikern wie The Scrucialists und The Ganglords. Produziert wurde sein Album unter anderem von Silly Walks Movement und Pow Pow Movement aus der deutschen Reggaeszene. 2006 trat Phenomden unter anderem auf dem Splash-Festival auf. 2007 veröffentlichte er sein zweites Studioalbum Style-Generator unter seinem neuen Künstlernamen Phenom Melody.
Neben seinem Engagement als Musiker betätigt sich Furrer auch als Comiczeichner und konnte mit seinem Film Birdy unter anderem den Nachwuchspreis von Suisse Image und den Jurypreis von PISAF gewinnen.
Das Album Gangdalang wurde hauptsächlich von den Schweizern The Scrucialists und Ganglords und den Deutschen Pow Pow Movement, Ganjaman, Supersonic Sound, Rootdown Records und Jr. Blender produziert. Gastmusiker waren Rebellion the Recaller aus Gambia und IBK Tribe aus Österreich.
Am 9. Dezember 2011 kam ein neues Album namens Eiland heraus.

## Diskografie

### Alben
- 2005: Fang ah
- 2007: Style-Generator
- 2008: Gangdalang
- 2011: Eiland
- 2021: Streunendi Hünd
- 2023: Franco Nero (EP)
- 2025: Casino True Love

### Singles
- 2004: Cha nüt defür (Bonx it Riddim)
- 2004: Gueti Musig
- 2005: Radio (auf Dancehallfieber 5)
- 2005: Füür (Rodeo Europe Riddim)
- 2006: Nume drum
- 2006: Polizischte
- 2006: Guete Morge Schwiiz (auf Reggae.CH Volume 2)
- 2007: Deutsches Patwa (in Kooperation mit Ronny Trettmann)
- 2007: Schriibe (Overstand Riddim)
- 2007: Dance im Olivenhain (Love Is a Treasure Riddim)
- 2007: Was isch d’Liebi (Devils Angels Riddim)
- 2008: Gib niemals auf (in Kooperation mit Ganjaman)
- 2008: Wäge dir (in Kooperation mit Radio 200000)
- 2008: Nie genug (in Kooperation mit Uwe Kaa)
- 2008: Leipzig – Züri (in Kooperation mit Ill Inspecta)
- 2008: Stah da
- 2009: Nöd gnueg (feat. Lee Everton) (Oooh! Riddim)
- 2009: Politrix (in Kooperation mit House of Riddim)
- 2009: Hör nöd uf (in Kooperation mit Dodo)
- 2009: Lied im Ohr
- 2009: Vill Lüüt
- 2011: Nöd gnueg vo dir (mit Lee Everton)
- 2011: D’Sunne schiint (Cali P ft. Phenomden)
- 2011: Eiland
- 2016: Nah Give Up
- 2016: All who seh life
- 2016: Turn Back Time
- 2021: 10 Sache
- 2021: Streunendi Hünd
- 2021: Ide Strass (feat. Stereo Luchs)
- 2021: Ich gseh di
- 2023: Franco Nero
- 2024: Was mis Herz seit (EKR feat. Phenomden & MC Hero)